# Египетско-иорданские отношения
Египетско-иорданские отношения — двусторонние дипломатические отношения между Египтом и Иорданией.

## История
В 1984 году Иордания стала первым арабским государством, которое восстановило дипломатические отношения с Египтом, после подписания им мирного договора с Израилем. В 1981 году король Иордании Хусейн ибн Талал стал пропагандировать среди лидеров стран Арабского мира идею о возвращении Египта в сообщество. Король Иордании воспринимал Египет как страну, которая выступает против распространения радикальных исламских политических движений, что было порождено Ирано-иракской войной. В 1982 году произошло израильское вторжение в Ливан и изгнание подразделений Организации освобождения Палестины из этой страны, после чего неофициальные консультации с Египтом по вопросам региональной безопасности стали обычным делом. В декабре 1983 года руководитель ООП Ясир Арафат прибыл в Египет, впервые проведя переговоры с руководством этой страны после встречи на высшем уровне в ноябре 1978 года в Багдаде, что проложило путь к возобновлению официальных египетско-иорданские отношений, не опасаясь осуждения со стороны других арабских стран.
После восстановления дипломатических отношений в 1984 году Иордания и Египет стали близкими союзниками. Хусейн ибн Талал поддерживал президента Египта Хосни Мубарака и называл одним из великих лидеров арабского мира. Хосни Мубарак в ответ поддержал про-иракскую политику Хусейна ибна Талала и его усилиях по вовлечению умеренных палестинцев в мирный процесс и предложениях по проведению международной мирной конференции. Хусейн ибн Талал и Ясир Арафат встречались несколько раз на нейтральной территории Египта, когда их личные отношения были напряженными (как в 1986-87 годах), Хосни Мубарак выступал посредником и поддерживал их усилия в нормализации отношений. Хусейн ибн Талал ответил взаимностью на дипломатическую поддержку со стороны Хосни Мубарака, пытаясь убедить лидеров других арабских государств в том, что Египет должен быть вновь принят в Лигу арабских государств. В феврале 1989 года Египет и Иордания объединились с Ираком и Йеменской Арабской Республикой (Северный Йемен), чтобы сформировать новый Совет арабского сотрудничества, региональную организацию, созданную по образцу Совета сотрудничества арабских государств Персидского залива.
В марте 2019 года президент Египта Абдул-Фаттах Халил Ас-Сиси, король Иордании Абдалла II ибн Хусейн и премьер-министр Ирака Адиль Абдул-Махди провели переговоры в Каире по развитию связей между странами и углублению экономических отношений. 

## Дипломатические представительства
- У Египта есть посольство в Аммане[4].
- Иордания имеет посольство в Каире[5].